# Oda van Haldensleben
Oda van Haldensleben (circa 955/960 - Quedlinburg, 1023) was van 978 tot 992 hertogin-gemalin van Polen.

## Levensloop
Oda was het oudste kind van Diederik van Haldensleben, markgraaf van de Noordmark, en diens onbekend gebleven echtgenote. Volgens de meeste bronnen groeide ze op in het klooster van Kalbe, nabij de rivier de Milde ten noorden van Maagdenburg. Uiteindelijk werd ze zuster in dat klooster, tot ze er in 978 – met de toestemming van haar familie – "ontvoerd" werd door hertog Mieszko I van Polen, die niet veel later haar echtgenoot werd. Het echtpaar kreeg zeker drie zonen: Mieszko (979/984 - na 992/995), Świętopełk (980 - circa 991) en Lambert (981 - na 992/995).
Kort voor zijn dood stelde Mieszko I de zogenaamde Dagome index op, waarin hij zijn landerijen naliet aan zijn tweede echtgenote Oda en hun zonen Mieszko en Lambert. Haar stiefzoon Bolesław I werd niet vermeld in het document, misschien omdat hij reeds een deel van de erfenis (waarschijnlijk Klein-Polen) had gekregen. Na de dood van Mieszko I in mei 992 begon Bolesław een strijd tegen zijn halfbroers om de controle over de erfenis van zijn vader te verwerven. Volgens sommige bronnen duurde het conflict enkele weken, andere historici zeggen dan weer dat het conflict in 995 ten einde kwam. In elk geval slaagde Bolesław erin om alle domeinen van zijn vader te bemachtigen en liet hij zijn stiefmoeder en halfbroers uit Polen verbannen.
Oda keerde terug naar Duitsland en werd kloosterzuster in de Abdij van Quedlinburg, waar ze in 1023, 31 jaar na de dood van haar echtgenoot, stierf. Over het lot van haar zonen is niets bekend, maar in 1032 keerde haar kleinzoon Diederik (een zoon van Mieszko of Lambert) terug naar Polen, waar hij na de val van koning Mieszko II Lambert de macht over een deel van het land verwierf. Een jaar later werd hij echter alweer verdreven door Mieszko II, die Polen opnieuw kon herenigen.
- Gemeinsame Normdatei: 1193597919
- Nationale Bibliotheek van Polen: a0000002655182
- Virtual International Authority File: 3534151778214918130005